# Nova Olinda (Paraíba)
Nova Olinda  este un oraș în Paraíba (PB), Brazilia.